# Trzonek czułka

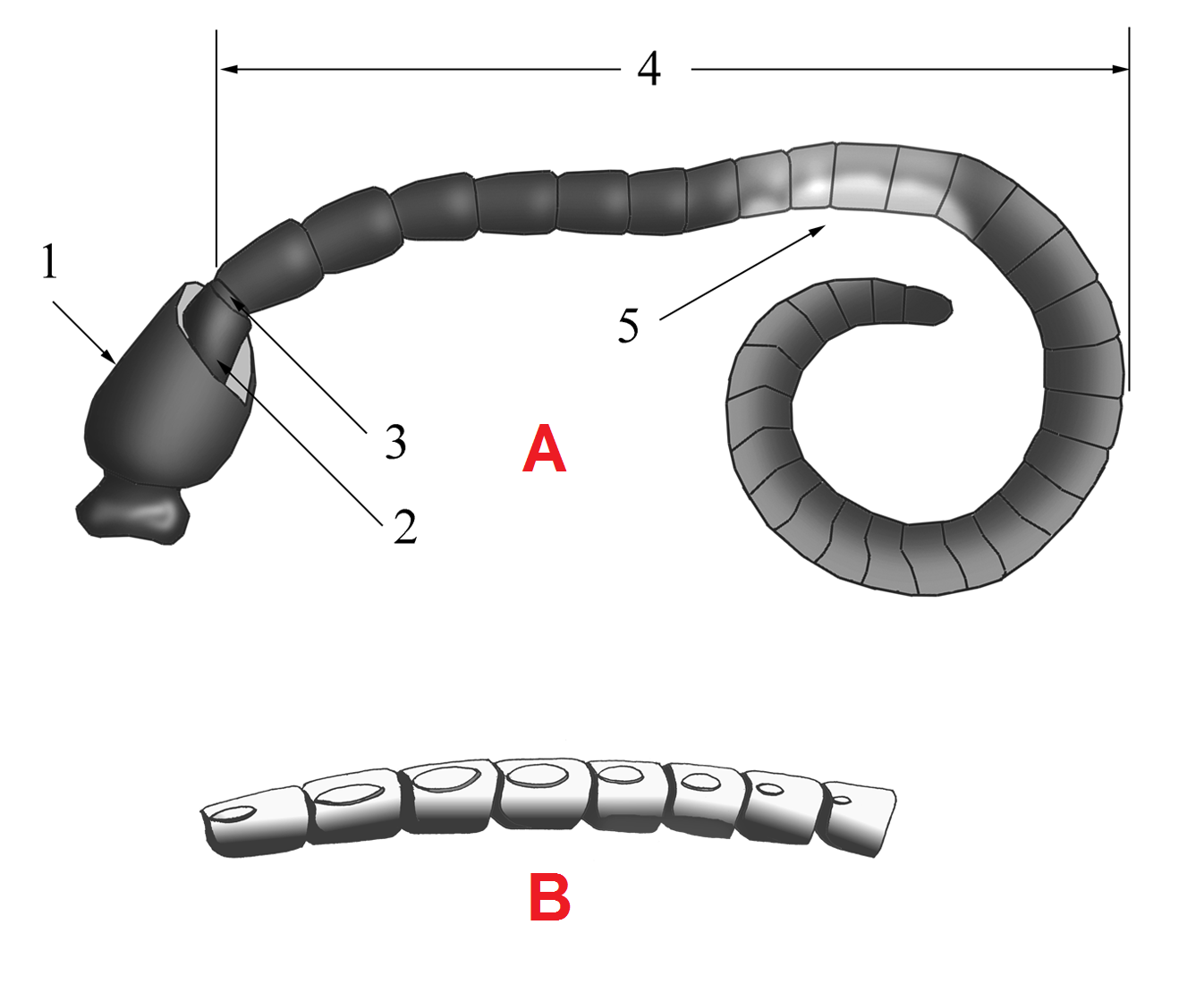
Czułek gąsienicznika. 1: trzonek z widocznym radiculusem (nabrzmiałość u nasady oddzielona przewężeniem), 2: nóżka, 3: anellus, 4: wić czułka, 5: pierścień wici (flagellomer)

Trzonek czułka, skapus (łac. scapus, articulus antennalis basalis) – pierwszy (nasadowy) człon czułków u owadów.
Trzonek stanowi najbardziej dosiebną część czułka, położoną bardziej proksymalnie od jego nóżki i połączoną stawowo z puszką głowową. Trzonek może być podzielony przewężeniem na dwie części. Proksymalna (nasadowa) z nich określana jest jako radiculus i obejmuje część czułka stawowo połączoną z głową. Odsiebna (dystalna) część trzonka nazywana bywa torulusem, ale termin ten używany jest również w innych znaczeniach (zobacz: torulus). Trzonek łączy się stawowo z pojedynczą główką stawową, będącą częścią antennifera, w sposób umożliwiający ruchy we wszystkich kierunkach.
Na brzusznej części krawędzi nasadowej trzonka zaczepia się musculus tentorioscapalis anterior stanowiący mięsień obniżacz czułka, zaś na grzbietowej części wspominanej krawędzi zaczepia się musculus tentorioscapalis posterior, będący dźwigaczem czułka. Na bocznej części krawędzi nasadowej trzonka zaczepia się musculus tentorioscapalis lateralis, a na jej części mezalnej musculus tentorioscapalis medialis. Wszystkie one biorą początek na przednich lub grzbietowych ramionach tentorium. Na grzbietowej lub grzbietowo-bocznej ścianie trzonka bierze początek musculus scapopedicellaris lateralis, a na ścianie mezalnej lub grzbietowo-mezalnej musculus scapopedicellaris medialis, które to mięśnie zaczepiają się na nóżce czułka.